# Ksenija Balta
Ksenija Balta (ur. 1 listopada 1986 w Mińsku) – estońska lekkoatletka specjalizująca się w skoku w dal.
Na początku kariery startowała głównie w wielobojach zajmując w 2005 odległe miejsce w pięcioboju na halowych mistrzostwach Europy oraz zdobywając brązowy medal mistrzostw Europy juniorów w siedmioboju. Od 2006 skupiła się na skoku w dal – w tej konkurencji nie udało jej się awansować do finału czempionatu Starego Kontynentu (2006) oraz igrzysk olimpijskich (2008). Na początku 2009 zdobyła w Turynie halowe mistrzostwo Europy w skoku w dal, a kilka miesięcy później uplasowała się na ósmym miejscu mistrzostw globu. Po zajęciu czwartej lokaty na halowym czempionacie świata w Dosze w marcu 2010 nie udało jej się, w końcu lipca, awansować do finału mistrzostw Europy.
Z powodu kontuzji nie wzięła udziału w igrzyskach olimpijskich w Londynie. Po powrocie do rywalizacji, zajęła 7. miejsce na halowych mistrzostwach świata w Portland (2016). W tym samym roku była czwarta na mistrzostwach Europy oraz zajęła 6. miejsce podczas igrzysk olimpijskich w Rio de Janeiro, natomiast w 2017 piąta zawodniczka halowych mistrzostw Europy w Belgradzie.
Wielokrotna medalistka mistrzostw Estonii, reprezentantka kraju w meczach międzypaństwowych i pucharze Europy w wielobojach lekkoatletycznych.
Rekordy życiowe w skoku w dal: stadion – 6,87 (8 sierpnia 2010, Tallinn); hala – 6,87 (7 marca 2009, Turyn). Wyniki Balty są aktualnymi rekordami Estonii, sportsmenka jest także rekordzistką swojego kraju w biegu na 60 metrów w hali (7,29 w 2016), biegu na 100 metrów (11,35 w 2014), biegu na 200 metrów (23,05 w 2006) oraz biegu na 60 metrów przez płotki (8,16 w 2010). Swój najlepszy wynik w siedmioboju – 6180 pkt. – Balta uzyskała w 2006 w Arles.

## Osiągnięcia
| Rok  | Impreza                                | Miejsce        | Konkurencja | Lokata            | Wynik     |
| ---- | -------------------------------------- | -------------- | ----------- | ----------------- | --------- |
| 2005 | Halowe mistrzostwa Europy              | Madryt         | pięciobój   | 14. miejsce       | 3711 pkt. |
| 2005 | Mistrzostwa Europy juniorów            | Kowno          | siedmiobój  | 3. miejsce        | 5747 pkt. |
| 2006 | Superliga pucharu Europy w wielobojach | Arles          | siedmiobój  | 3. miejsce        | 6180 pkt. |
| 2006 | Mistrzostwa Europy                     | Göteborg       | skok w dal  | el. – 24. miejsce | 6,03      |
| 2008 | Igrzyska olimpijskie                   | Pekin          | skok w dal  | el. – 27. miejsce | 6,38      |
| 2008 | Światowy finał lekkoatletyczny IAAF    | Stuttgart      | skok w dal  | 2. miejsce        | 6,65      |
| 2009 | Halowe mistrzostwa Europy              | Turyn          | skok w dal  | 1. miejsce        | 6,87      |
| 2009 | Mistrzostwa świata                     | Berlin         | skok w dal  | 8. miejsce        | 6,62      |
| 2009 | Światowy finał lekkoatletyczny IAAF    | Saloniki       | skok w dal  | 5. miejsce        | 6,58      |
| 2010 | Halowe mistrzostwa świata              | Doha           | skok w dal  | 4. miejsce        | 6,63      |
| 2010 | Mistrzostwa Europy                     | Barcelona      | skok w dal  | el. – 16. miejsce | 6,53      |
| 2015 | I liga drużynowych mistrzostw Europy   | Heraklion      | skok w dal  | 3. miejsce        | 6,40      |
| 2016 | Halowe mistrzostwa świata              | Portland       | skok w dal  | 7. miejsce        | 6,60      |
| 2016 | Mistrzostwa Europy                     | Amsterdam      | skok w dal  | 4. miejsce        | 6,65      |
| 2016 | Igrzyska olimpijskie                   | Rio de Janeiro | skok w dal  | 6. miejsce        | 6,79      |
| 2017 | Halowe mistrzostwa Europy              | Belgrad        | skok w dal  | 5. miejsce        | 6,79      |
| 2017 | Mistrzostwa świata                     | Londyn         | skok w dal  | el. – 25. miejsce | 6,15      |
| 2018 | Halowe mistrzostwa świata              | Birmingham     | skok w dal  | 8. miejsce        | 6,57      |
| 2018 | Mistrzostwa Europy                     | Berlin         | skok w dal  | 6. miejsce        | 6,49      |
| 2019 | I liga drużynowych mistrzostw Europy   | Varaždin       | skok w dal  | 1. miejsce        | 6,52      |
| 2021 | Igrzyska olimpijskie                   | Tokio          | skok w dal  | el. –             | NM        |